# Saint-Urcisse (Lot-et-Garonne)
Saint-Urcisse is een gemeente in het Franse departement Lot-et-Garonne (regio Nouvelle-Aquitaine) en telt 161 inwoners (1999). De plaats maakt deel uit van het arrondissement Agen.

## Geografie
De oppervlakte van Saint-Urcisse bedraagt 11,0 km², de bevolkingsdichtheid is 14,6 inwoners per km².
De onderstaande kaart toont de ligging van Saint-Urcisse (Lot-et-Garonne) met de belangrijkste infrastructuur en aangrenzende gemeenten.

## Demografie
Onderstaande figuur toont het verloop van het inwonertal (bron: INSEE-tellingen).